# Коријама
Коријама (јап. 郡山市) град је у Јапану у префектури Фукушима. Према попису становништва из 2005. у граду је живело 338.830 становника.

## Становништво
Према подацима са пописа, у граду је 2005. године живело 338.830 становника.
| 1995.   | 2000.   | 2005.   |
| ------- | ------- | ------- |
| 326.833 | 334.824 | 338.830 |